# Thomas Wright (astronom)
Za druge osebe glej Thomas Wright (razločitev).
Thomas Wright, angleški učenjak, astronom, matematik, filozof, izdelovalec inštrumentov, arhitekt in oblikovalec vrtov, * 1711, Byers Green, grofija Durham, Anglija, † 1786.

## Življenje in delo
Od leta 1730 je Wright poučeval matematiko in navigacijo na šoli v Sunderlandu. Kasneje se je preselil v London, kjer je delal za svoje bogate pokrovitelje. Nazadnje se je umaknil v County Durham kjer je v Westertonu zgradil majhen observatorij.
Wright je najbolj znan po poskusu pojasnitve nastanka Osončja. Leta 1750 je trdil, da so zvezde v Rimski cesti razporejene v disk, kar je objavil v delu Izvirna teorija ali nova domneva Vesolja (An original theroy or new hypothesis of the universe). Njegovo zamisel je prevzel in naprej razvil Kant.

## Priznanja
Poimenovanja
Po njem, Fredericku Eugeneu Wrightu in Williamu Hammondu Wrightu se imenuje krater Wright na Luni.